# 戈申縣
戈申縣是位於美國懷俄明州東部的一個縣，東鄰內布拉斯加州，面積5,781平方公里。根據2010年人口普查，本縣共有人口13,249人。本縣縣治為托靈頓（Torrington）。

## 歷史

天氣研究小組VORTEX的工作車與龍捲風

戈申縣於1911年2月21日成立，是自拉勒米縣獨立的。
戈申縣縣名來自位於縣西南部的一個山谷戈申洞（Goshen Hole）。可是，至今至少有四個關於戈申洞名稱來源的說法。其中一個說法指出該名稱是由約翰·C.弗里蒙特於1843年7月14日起的。另一個說法則指出該名稱來自《聖經》裡古埃及的地名。
於2009年晚春，天氣研究小組VORTEX在本縣邊境附近觀察了整個龍捲風的起訖。

## 地理

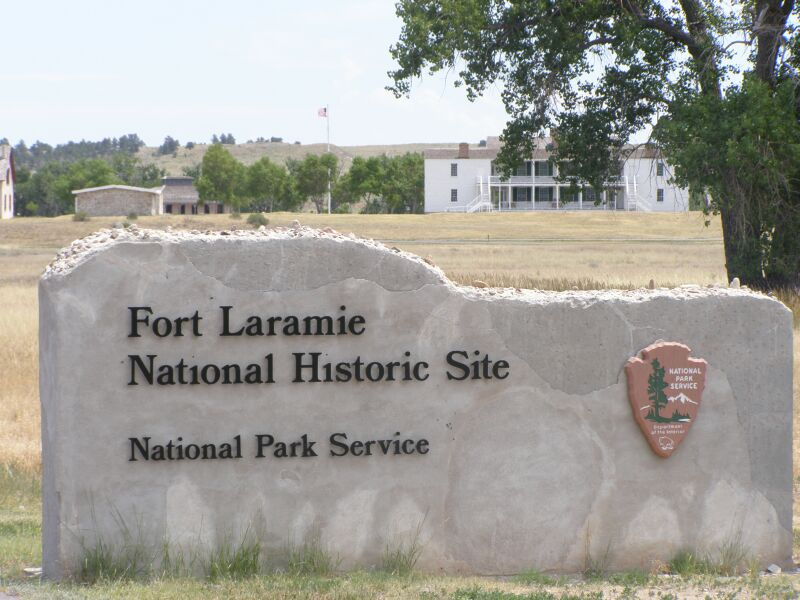
拉勒米堡國家歷史遺址

根據2000年人口普查，錫沃立縣的總面積為2,232平方英里（5,780平方），其中有2,225平方英里（5,760平方），即99.69%為陸地；7平方英里（18平方），即0.31%為水域。

### 毗鄰縣
- 懷俄明州 奈厄布拉勒縣：北方
- 懷俄明州 普拉特縣：西方
- 懷俄明州 拉勒米縣：南方
- 內布拉斯加州 班納縣：東南方
- 內布拉斯加州 斯科茨布拉夫縣：東方
- 內布拉斯加州 蘇縣：東方

### 國家保護區
- 拉勒米堡國家歷史遺址

## 人口
| 调查年              | 人口   | 备注 | %±    |
| ------------------- | ------ | ---- | ----- |
| 1920                | 8,064  |      | —     |
| 1930                | 11,754 |      | 45.8% |
| 1940                | 12,207 |      | 3.9%  |
| 1950                | 12,634 |      | 3.5%  |
| 1960                | 11,941 |      | −5.5% |
| 1970                | 10,885 |      | −8.8% |
| 1980                | 12,040 |      | 10.6% |
| 1990                | 12,373 |      | 2.8%  |
| 2000                | 12,538 |      | 1.3%  |
| 2010                | 13,249 |      | 5.7%  |
| [ 9 ] [ 10 ] [ 11 ] |        |      |       |

根據2000年人口普查，戈申縣擁有12,538居民、5,061住戶和3,426家庭。其人口密度為每平方英里6居民（每平方公里2居民）。本縣擁有5,881間房屋单位，其密度為每平方英里3間（每平方公里1間）。而人口是由93.83%白人、0.2%黑人、0.86%土著、0.2%亞洲人、0.12%太平洋岛民、3.65%其他種族和1.14%混血构成。而西班牙裔或拉丁美洲人佔了人口8.83%。在93.83%白人中，有38.2%是德國人、10.4%是英國人、以及8%是愛爾蘭人。
在5,061住户中，有28.6%擁有一個或以上的兒童（18歲以下）、56.7%為夫妻、7.7%為單親家庭、32.3%為非家庭、27.6%為獨居、13.1%住戶有同居長者。平均每戶有2.38人，而平均每個家庭則有2.9人。在12,538居民中，有24.2%為18歲以下、9.4%為18至24歲、24.3%為25至44歲、24.8%為45至64歲以及17.3%為65歲以上。人口的年齡中位數為40歲，女子對男子的性別比為100：98.9。成年人的性別比則為100：95。
本縣的住戶收入中位數為$32,228，而家庭收入中位數則為$40,297。男性的收入中位數為$27,713 ，而女性的收入中位數則為$17,584，人均收入為$15,965。約9.7%家庭和13.9%人口在貧窮線以下，包括16.3%兒童（18歲以下）及12.5%長者（65歲以上）。

## 懲教所
懷俄明州懲教署的懷俄明州中等懲教所位於本縣縣治托靈頓內。懷俄明州中等懲教所收容的罪犯都是沒有被判死刑的男性。此懲教所於2010年1月6日啟用。